# クラスヌィー・ホルム (ズブツォフ地区)
クラスヌィー・ホルム（ロシア語: Красный Холм）はロシア・トヴェリ州ズブツォフ地区(ru)の村落（Деревня / デレヴニャ）である。人口は2010年の時点で23人。
14世紀から15世紀にかけてはホルムという名の都市（Город / ゴロド）であり、ホルム公国の首都だった。公国の君主（クニャージ）・ホルム公の子孫は、公国がモスクワ大公国に吸収されたのちも、大公国の貴族（ボヤーレ）・ホルムスキー家(ru)として家名を存続させた。
ソ連邦英雄のアレクセイ・アンドレショフ(ru)はクラスヌィー・ホルムの出身である。